# Confrontos nos Camarões em dezembro de 2014
Os confrontos de dezembro de 2014 nos Camarões foram uma série de incidentes que ocorreram entre 28 e 29 de dezembro de 2014 em vários locais na Região do Extremo Norte de Camarões. O evento incluiu ataques a civis e posições militares realizados pelo Boko Haram, baseado na Nigéria; os ataques foram seguidos por uma contraofensiva militar camaronesa bem-sucedida.

## Antecedentes
Durante o ano de 2014, militantes do Boko Haram conduziram uma série de ataques a vilarejos localizados no norte de Camarões, matando pelo menos 40 soldados do governo e recrutando centenas de pessoas para a organização.

## Incidente
Em 26 de dezembro de 2014, insurgentes do Boko Haram mataram um soldado camaronês e feriram outros três na rodovia Waza-Mora. Um veículo militar também foi apreendido no ataque. 
Em 28 de dezembro de 2014, as tropas camaronesas repeliram quatro ataques simultâneos do Boko Haram nas cidades de Makary, Amchide, Limani, Guirvidig, Waza e Achigachia, localizadas na região do Extremo Norte de Camarões.  A força aérea camaronesa bombardeou um campo de insurgentes em Soueram matando 53 militantes, enquanto, ao mesmo tempo, os jihadistas realizaram um ataque à aldeia de Mbaljuel que deixou 30 civis mortos. O bombardeio fez com que os militantes abandonassem a base militar de Achigachia que haviam ocupado anteriormente. 
Em 29 de dezembro de 2014, os militares camaroneses lançaram uma contraofensiva nas bases militantes nas cidades de Chogori e Waza. Um total de 41 insurgentes e um soldado foram mortos durante o incidente, de acordo com autoridades camaronesas. Os combatentes do Boko Haram recuaram para a Nigéria e 84 crianças e vários jihadistas foram detidos. As autoridades estimaram o número de rebeldes envolvidos na operação em 1.000 combatentes. 